# Wilma Maria de Faria
Wilma Maria de Faria (Mossoró, estat de Rio Grande do Norte, Brasil, 17 de febrer de 1945 – Natal, 15 de juny de 2017) fou una mestra i política afiliada al PSB (Partit Socialista de Brasil). Va ésser escollida el 1983 com a diputada federal a l'Assemblea Constituent i també va ser batllessa de Natal (Rio Grande do Norte) des del 1988 fins al 1992. Va tornar a ésser escollida batllessa el 1996 després d'enfrontar-se al seu successor (que ella mateixa havia proposat). Hi va ser reelegida l'any 2000.
El 1994 es va presentar a governadora de Rio Grande do Norte i fou derrotada per Vivaldo Costa, essent l'any 2003 quan va poder ser-ne escollida governadora. A les eleccions del 2006 va aconseguir la reelecció com a governadora vencent, a la segona volta, a Garibaldi Alves Filho.